# Кастел Сан Пјетро (Мачерата)
Кастел Сан Пјетро (итал. Castel San Pietro) насеље је у Италији у округу Мачерата, региону Марке.
Према процени из 2011. у насељу је живело 22 становника. Насеље се налази на надморској висини од 523 м.